# 雅罗斯拉夫·德罗布尼
雅罗斯拉夫·德罗布尼（捷克語：Jaroslav Drobný，1921年10月12日—2001年9月13日），捷克斯洛伐克、埃及、英国冰球、网球运动员。他曾代表捷克斯洛伐克国家队参加1948年冬季奥林匹克运动会冰球比赛，获得一枚银牌。